# Parafia Matki Bożej Częstochowskiej w Bożejowicach
Parafia Matki Bożej Częstochowskiej w Bożejowicach – parafia rzymskokatolicka w dekanacie Bolesławiec Zachód w diecezji legnickiej.  Jej proboszczem jest ks. mgr Grzegorz Sowa. Obsługiwana przez księży diecezjalnych. Erygowana w 1991 roku z podziału parafii Matki Bożej Nieustającej Pomocy w Bolesławcu.

## Obszar parafii
Miejscowości należące do parafii: Bożejowice, Otok, Rakowice.